# Гайдус, Гжегож
Гжегож Гайдус (пол. Grzegorz Gajdus; род. 16 января 1967, Скурч, Поморское воеводство) — польский легкоатлет, специалист по бегу на длинные дистанции и марафону. Выступал в беге по шоссе на профессиональном уровне в 1990-х и 2000-х годах, победитель Итальянского, Эйндховенского, Гданьского и Варшавского марафонов, чемпион национальных первенств, рекордсмен страны, участник летних Олимпийских игр в Атланте.

## Биография
Гжегож Гайдус родился 16 января 1967 года в городе Скурч Поморского воеводства, Польша.
Занимался лёгкой атлетикой одновременно со службой в Воздушных силах Польши, имел звание младшего хорунжия.
Впервые заявил о себе в беге по шоссе в 1991 году, став чемпионом Польши на дистанции 20 км.
В 1992 году одержал победу на Итальянском марафоне в Карпи.
В 1993 году стал бронзовым призёром на Лондонском марафоне, финишировал девятым на Нью-Йоркском марафоне.
Попав в основной состав польской национальной сборной, в 1994 году принял участие в чемпионате Европы в Хельсинки, где занял в программе марафона 17 место. Также в этом сезоне вновь бежал Лондонский марафон, показав на финише пятый результат.
В 1995 году был третьим на Венецианском марафоне.
Благодаря череде удачных выступлений удостоился права защищать честь страны на летних Олимпийских играх 1996 года в Атланте — с результатом 2:23:41 занял в марафоне лишь 61 место. Помимо этого, добавил в послужной список серебряную награду, полученную на Эйндховенском марафоне, и выиграл полумарафон в Лас-Вегасе.
На марафоне в Эйндховене 1997 года стал четвёртым.
В 1998 году победил на Эйндховенском марафоне, стал серебряным призёром Венского марафона, показал восьмой результат на Парижском марафоне.
В 1999 году был лучшим в марафоне на Всемирных военных играх в Загребе, взял бронзу на Марафоне озера Бива в Японии.
На Эйндховенском марафоне 2002 года выиграл серебряную медаль.
На Эйндховенском марафоне 2003 года финишировал четвёртым, установив при этом свой личный рекорд в данной дисциплине — 2:09:22. Рекорд в то время также являлся национальным рекордом Польши.
В 2005 году отметился победами на Гданьском и Варшавском марафонах.
В 2006 году вновь был лучшим на марафоне в Гданьске.
После завершения карьеры профессионального спортсмена занялся тренерской деятельностью в клубе WKS Grunwald Poznań, был личным тренером Моники Стефанович и других известных польских бегунов.